# Frente de Harzburg
El Frente de Harzburg (del alemán: Harzburger Front) fue una breve coalición política de derecha formada en 1931 bajo la República de Weimar para unificar la oposición al gobierno de Heinrich Brüning. Tal alianza se constituyó en una de las piezas clave en el término del régimen político Weimar; además, fue el preámbulo de la que llevaría posteriormente al poder a Adolf Hitler en 1933.
Esta alianza fue liderada por el millonario Alfred Hugenberg e incluyó al Partido Nacional-Popular Alemán (DNVP), el Partido Nacionalsocialista Obrero Alemán (NSDAP) de Adolf Hitler, los paramilitares de Stahlhelm, Bund der Frontsoldaten, la Landbund y la Alldeutscher Verband.

## Historia
Por iniciativa de Alfred Hugenberg, presidente del DNVP desde 1928, el 11 de octubre de 1931 se realizó una convención de representantes de los partidos de la oposición en la ciudad de Bad Harzburg (de ahí su nombre) en el Estado Libre de Brunswick, donde el nazi Dietrich Klagges fue elegido Ministro del Interior y la alianza se formó.
Al elegir Brunswick, los organizadores querían evitar un proceso de aprobación rígida por el gobierno socialdemócrata de Prusia, así como las manifestaciones comunistas. No obstante, algunos comunistas locales fueron arrestados, acusados de sedición y de poner en peligro la seguridad pública. 
El Frente de Harzburg nunca será una oposición de derecha unida en contra de la República de Weimar (con excepción de su hostilidad vis-à-vis hacia el Plan Young del Tratado de Versalles), debido a la intransigencia de los nazis y de las diferencias ideológicas entre los partidos.